# Dmitri Ustinov
Nota: Se procura pelo ator norte-americano, consulte Peter Ustinov
Dmitri Feodorovich Ustinov (Russo: Дми́трий Фёдорович Усти́нов; 30 de outubro de 1908 – 20 de dezembro de 1984) foi ministro da defesa da União Soviética de 1976 até sua morte.

## Juventude
Dimitri Feodorovich Ustinov nasceu em Samara em uma família de classe trabalhadora. Durante a guerra civil, quando a fome torna-se intolerável, seu pai, já doente, se muda para Samarcanda, deixando Dmitri como chefe da família. Pouco depois, em 1922, seu pai morreria. Em 1923, junto de sua mãe, Efrosinya Martinovna, vai para Makaev, cidade próxima a Ivanovo, onde trabalha em um engenho de papel. Em 1925, sua mãe morreu. Em 1927, entra para o Partido dos Bolcheviques.

## Na Grande Guerra
Quando os Nazistas invadiram a União Soviética em 1941, Stálin convocou Ustinov, com 33 anos, para o posto de Comissário do Povo, na área principal armamentos. Nesta posição, ele promove uma grande evacuação da indústria de defesa sitiada em Leningrado até os Montes Urais, o que possibilitou o grande progresso na produção de armamentos em pouco tempo, em um momento de rápido avanço das hordas nazistas.

## Fase Brejnev
Foi um dos responsáveis, entre 1946 e 1957, pelo supervisionamento do desenvolvimento dos foguetes da União Soviética assim como do Programa espacial soviético. Entre 1957 e 1963 chefiou Comissão Industrial Militar (VPK). Em 1965, Brejnev recomendou Ustinov como membro candidato ao Politburo e secretário de Comitê Central, com recomendação militar, do complexo industrial-militar soviético e outros organismos de defesa.

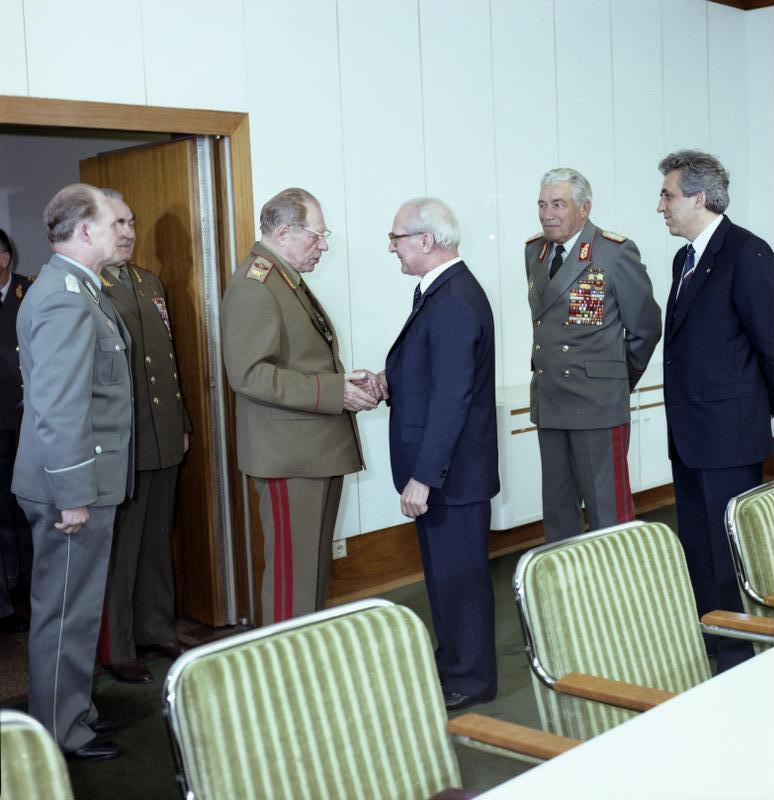
Ustinov e Honecker, presidente da RDA

## Ministro da defesa
Em 1976, após a morte de Andrei Gretchko, ministro amplamente aceito pelo povo, Ustinov torna-se ministro da defesa, e no exército, torna-se Marechal da União Soviética. No mesmo ano, Ustinov e outros membros do partido iniciaram a intervenção no Afeganistão.
| “ | As forças armadas da União Soviética estão em um nível suficiente para o cumprimento de todas as tarefas estabelecidas pelo partido e pelo povo. | ” |

## Morte

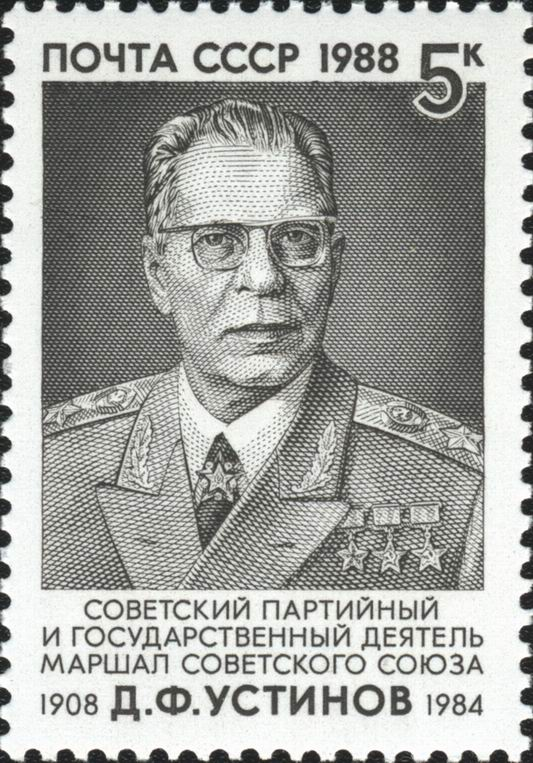
Dmitri Ustinov em postal soviético de 1988

Em 7 de novembro de 1984, o povo aguardava o marechal saudar na Praça Vermelha durante a parada do aniversário do Grande Outubro, mas Ustinov não apareceu, e em seu lugar, o Marechal Sokolov, segundo homem no ministério da defesa, em seu lugar. Ustinov contraiu pneumonia em outubro. Uma cirurgia de emergência foi feita para corrigir um aneurisma na aorta. Seu fígado e rins se deterioravam a cada minuto, eis que sofreu uma parada cardíaca e morreu. Seu corpo foi enterrado na Necrópole da Muralha do Kremlin, em 24 de dezembro, quando a temperatura atmosférica do ar se encontrava em -7 °C Celsius. Teve um filho chamado Nikolai (1931-1992).
Ustinov foi o homem mais premiado com a Ordem de Lenin, um total de onze vezes.